# تاکش اوکی
تاکش اوکی (ژاپنی: 大木 武؛ زادهٔ ۱۶ ژوئیهٔ ۱۹۶۱) یک بازیکن فوتبال اهل ژاپن است.
تاکش اوکی در تیم‌هایی همچون باشگاه فوتبال ونتفورت کوفو، باشگاه فوتبال شیمیزو اس-پالس، باشگاه فوتبال کیوتو سانگا و باشگاه فوتبال گیفو مربی‌گری کرده‌است.